# Dependability
Nel campo dell'ingegneria dell'affidabilità  l'affidabilità dei sistemi (in inglese tecnico dependability ) consiste nella capacità di un sistema di mostrarsi affidabile nei confronti degli utilizzatori. Questa caratteristica porta gli utenti a potersi "fidare" del corretto funzionamento del sistema stesso e a utilizzarlo senza particolari preoccupazioni o precauzioni.
La dependability è una caratteristica molto importante da valutare durante la fase di progettazione dei sistemi , in particolare nell'ambito informatico. Alcuni casi in cui la dependability diventa una caratteristica fondamentale sono: i database contenenti dati sensibili, le applicazioni nelle quali una bassa dependability comporterebbe bassi introiti (ad esempio i portali web che offrono servizi a pagamento), le applicazioni critiche nelle quali una bassa dependability comporterebbe danni a cose o persone (sistemi di controllo delle centrali nucleari), ecc.
La dependability è un attributo generico derivato dalla sintesi dei seguenti attributi di sistema:
- affidabilità (reliability): capacità del sistema di funzionare ininterrottamente senza guasti;
- manutenibilità (maintainability): possibilità di intervenire con riparazioni o altre azioni di manutenzioni in maniera efficace e non bloccante;
- disponibilità (availability): capacità del sistema di continuare a funzionare correttamente anche in presenza di interruzioni (è correlata con affidabilità e manutenibilità);
- continuità di prestazioni (performability): capacità del sistema di offrire i servizi attesi nei tempi e modi prefissati;
- incolumità (safety): capacità di non arrecare danni a cose, persone e ambiente;
- sicurezza (security): capacità del sistema di assicurare confidenzialità (impedire la fuga di informazioni riservate permettendo l'accesso solo a utenti autorizzati) e integrità (accesso e modifica ai dati da parte degli utenti autorizzati ed esclusivamente nelle modalità previste).

## Minacce
Le minacce che possono violare la dependability di un sistema sono classificate in:
- guasti: minacce di natura non prevedibile e probabilistica;
- errori: minacce spesso di natura umana che possono danneggiare il sistema a seguito di procedure errate;
- disastri: minacce non intenzionali a danno del sistema (come alluvioni, terremoti, ecc.);
- attacchi: minacce intenzionali a danno del sistema (come intrusioni informatiche, vandalismo, ecc.).

## Tecniche
Data la complessità di un sistema informativo, è possibile individuare diverse tecniche in base alla minaccia che si vuole prevenire. Tra le soluzioni, possiamo trovare:
- fault prevention (prevenzione dei guasti): basata sulla prevenzione: il sistema implementa di default misure di sicurezza che non portano il sistema in errore;
- fault tolerance (tolleranza ai guasti): basata sulla tolleranza: il sistema anche se cade in errore può gestirlo;
- fault removal (rimozione dei guasti): basata sulla rimozione: il sistema se in errore può portarsi ad uno stato di reset;
- fault forecasting (previsione dei guasti): basata sulla previsione: il sistema prevede i casi in cui può portare sé stesso in errore.

### Testi di carattere interdisciplinare
- S.B. Blanchard, Design and Manage to Life Cycle Cost, Forest Grove, Weber System, 1978.
- S.B. Blanchard, Logistics Engineering and Management, 4ª ed., Englewood Cliffs, New Jersey, Prentice-Hall, Inc., 1992.
- S.B. Blanchard, Maintainability: A Key to Effective Serviceability and Maintenance Management, New York, John Wiley & Sons Inc., 1995.
- E. Cescon, M. Sartor, La Failure Mode and Effect Analysis (FMEA), Milano, Il Sole 24 ore, 2010, ISBN 978-88-6345-130-6.
- R. Denney, Succeeding with Use Cases: Working Smart to Deliver Quality, Addison-Wesley Professional Publishing, 2005.
- C.E. Ebeling, An Introduction to Reliability and Maintainability Engineering, Boston, McGraw-Hill Companies, Inc., 1997.
- K.C. Kapur, L.R. Lamberson, Reliability in Engineering Design, New York, John Wiley & Sons, 1977.
- L. Leemis, Reliability: Probabilistic Models and Statistical Methods, Prentice-Hall, 1995, ISBN 0-13-720517-1.
- P. D. T. O'Connor, Practical Reliability Engineering, 4ª ed., New York, John Wiley & Sons, 2002.
- J.D. Patton, Maintanability and Maintenance Management, North Carolina, Instrument Society of America, Research Triangle Park, 1998.
- M. Broccoletti, Gli strumenti della Qualità, http://www.lulu.com, 2013.
- E. Grassani L'errore come causa di infortunio  2022  Editoriale Delfino Milano 2022, ISBN 978-88-31221-68-9

### Testi specifici per il campo dell'edilizia
- AA. VV., La qualità edilizia nel tempo, Milano, Hoepli, 2003.
- Bruno Daniotti, Durabilità e manutenzione in edilizia, Torino, UTET, 2012.
- Vittorio Manfron, Qualità e affidabilità in edilizia, Milano, Franco Angeli, 1995.
- UNI, UNI 11156-1, Valutazione della durabilità dei componenti edilizi. Terminologia e definizione dei parametri di valutazione, 2006.
- UNI, UNI 11156-2, Valutazione della durabilità dei componenti edilizi. Metodo per la propensione all’affidabilità, 2006.
- UNI, UNI 11156-3, Valutazione della durabilità dei componenti edilizi. Metodo per la valutazione della durata (vita utile), 2006.